# Pastís d'escórpora
El pastís d'escórpora és una mena de púding elaborat amb la carn semigreixosa i preparada del cap-roig. Es tracta d'un plat tradicional de les cuines asturiana (on és conegut com a tiñosu), cantàbrica i basca (on es coneix com a kabraroka o itxaskabra).

## Característiques
La carn del cap-roig es cou en un brou de peix durant uns minuts per desactivar el verí de les espines. Malgrat ser un peix amb aparença vermella, la carn és blanca i fina. Algunes receptes empren lluç en comptes de cap-roig. Després de coure la carn, es barreja amb salsa de tomàquet i nata, a més d'algunes verdures cuites (pastanaga, api...) i se'n fa una massa al forn al bany Maria.